# Eurybela
Eurybela és un gènere d'arnes de la família Crambidae.

## Taxonomia
- Eurybela scotopis Turner, 1908
- Eurybela trophoessa (Turner, 1908)